# یولیا ینچ
یولیا ینچ (آلمانی: Julia Jentsch؛ زادهٔ ۲۰ فوریهٔ ۱۹۷۸) یک هنرپیشه اهل آلمان است. وی از سال ۱۹۹۹ میلادی تاکنون مشغول فعالیت بوده‌است.

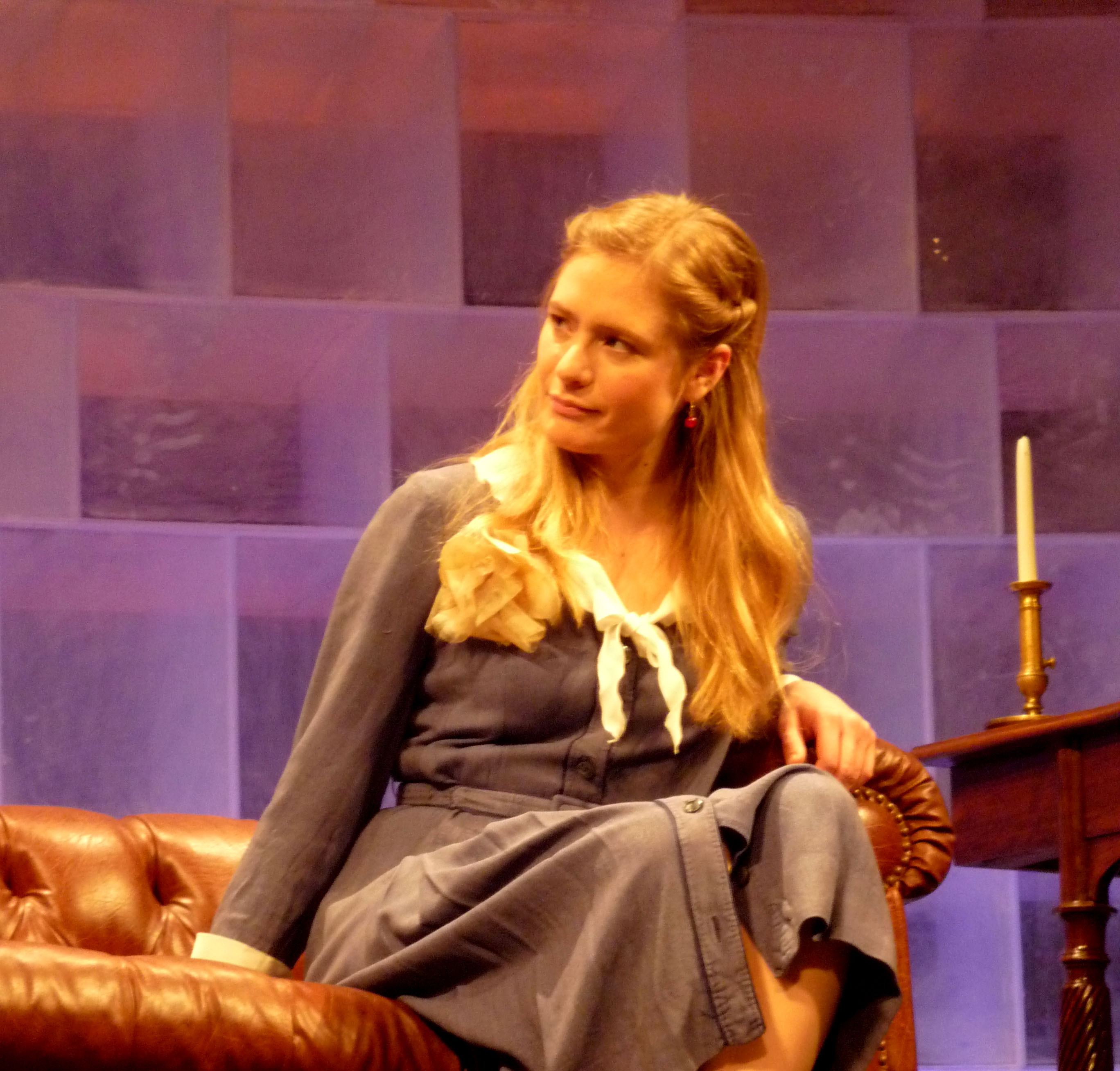
یولیا ینچ در نقش سرگرد باربارا

از فیلم‌ها یا برنامه‌های تلویزیونی که وی در آن نقش داشته‌است می‌توان به قله پاگان، سقوط, سوفی شول، روزهای آخر، مربیان و ۳۳ صحنه از زندگی اشاره کرد.